# فيليب هيوز (لاعب كرة قدم)
فيليب هيوز (بالإنجليزية: Philip Hughes)‏ (12 سبتمبر 1981 بدبلن في جمهورية أيرلندا - ) هو لاعب كرة قدم أيرلندي في مركز الهجوم. لعب مع باتريك أتلتيك ودرودا يونايتد ونادي دوندالك ونادي شيلبورن ونادي كلية جامعة دبلن وDublin City F.C. ‏ وKildare County F.C. ‏ وKilkenny City A.F.C. ‏ وMonaghan United F.C. ‏ وPhoenix F.C. Navan Road ‏ وTolka Rovers F.C. ‏ وBray Wanderers F.C. ‏ وSt Francis F.C. ‏.

## وصلات خارجية
- فيليب هيوز على موقع قاعدة بيانات كرة القدم.إي يو (الإنجليزية)